# هموسیدروز
هموسیدروز (به انگلیسی: Hemosiderosis) به رسوب آهن در بافت‌ ها گفته می‌شود که نتیجه غیرقابل اجتناب تزریق طولانی مدتخون است. این بالعکس  در هر نیم لیتر خونی که به بیمارتزریق می‌شود، حدود ۲۰۰mg آهن به بافت‌ها منتقل می‌شود که این مقدار آهن نمی‌تواند از بدن دفع شود و در بافت‌ها رسوب ‌کرده، باعث نارسایی در بافت‌ها می‌گردد. رسوب آهن در قلب، پانکراس و  غدد، مشکلاصلی این بیماران خواهد بود که باعثنارسایی پانکراس و دیابت،نارسایی قلبی و نارسایی غدد جنسی، تیروئید و... می‌شود.

## فراوانی
در ایالات متحده آمریکا میزان شیوع هموسیدروز طبق آمار وزارت بهداشت و خدمات انسانی آمریکا در مابین سال‌های ۲۰۱۰ تا ۲۰۲۰ حدود ۱۴ درصد بود. که اکثریت آنها مردان ورزشکار حرفه ای به خصوص بدنسازانی هستند که برای رشد عضلات خود از داروهای دوپینگ آنابولیک استفاده می‌کنند. در ایران وزارت بهداشت، درمان و آموزش پزشکی؛ در سال ۱۳۹۸ اعلام کرد تقریباً همه افراد بالای ۲۵ سال در ایران امنیت سلامت تام دارند. در مورد هموسیدروز باید گفت:بالای ۹۰ درصد افراد خصوصاًٰ خانم‌های ایرانی بالعکس کم‌خونی دارند. و شیوع هموسیدروز بین ۴ تا ۷ درصد است.  

## عوارض شایع
شایع ترین علائم و نشانه های هموسیدروز؛ شامل درد مفاصل، ضعف،  احساس خستگی، کاهش وزن و درد معده است.همه افراد مبتلا به هموسیدروز علائم و نشانه ها را نشان نمی دهند.تخمین تعداد افرادی که علائم و نشانه ها را نشان می دهند بسیار متفاوت است.
- مرکز بهداشت و درمان دانشگاه تهران

## غلظت خون‌؛ شباهت‌ها و تفاوت‌ها
در اختلال غلظت خون، مایع خون مانند هموسیدروز افزایش نیافته است، گرچه در برخی از موارد افزون می‌گردد. در غلظت خون شاهد غلیظ شدن خون(شاهد افزایش بیشمار گلبول های قرمز در تراکم کم هستیم. اما در هموسیدروز گلبول های قرمز به قدری پرتراکم زیاد می‌شوند، در نتیجه بدن یک فرد عادی سالم که ۶ لیتر خون دارد. در عرض چند هفته تا چند ماه و سال این مقدار ۲ تا ۳ برابر می‌شود. و بخش بدتر ماجرا رسوب خون در اندامها و بافت‌های بدن است که می‌تواند کشنده باشد. مثلا وجود خون زیاد در سر احتمالاً موجب نارسایی مغزی می‌شود یا در قلب نارسایی قلبی.  